# Emma Færge
Emma Skou Færge (* 6. Dezember 2000 in Herning) ist eine dänische Fußballspielerin.

## Karriere

### Klub
Sie startete ihre Laufbahn nach der Jugend bei Vildbjerg SF von wo sie aus der U18 zu KoldingQ wechselte. Im Sommer 2021 folgte ihr Wechsel zu HB Køge und seit dem 28. Juli 2023 steht sie beim AC Florenz in Italien unter Vertrag.

### Nationalmannschaft
Sie durchlief einige U-Mannschaften und nahm so mit der U17 an der Qualifikation für die Europameisterschaft 2017 teil, verpasste hier aber die Endrunde mit ihrer Mannschaft. Mit der U19 folgte im selben Jahr die Qualifikation zu deren Europameisterschaft 2019, wo sie in einigen Spielen zum Einsatz kam. Schlussendlich verpasste sie mit ihrem Team aber auch hier das Turnier.
Ihr erstes bekanntes Spiel für die A-Nationalmannschaft hatte sie am 12. Juni 2022 bei einem 2:1-Freundschaftsspielsieg über Österreich, wo sie zur 82. Minute für Simone Boye Sørensen eingewechselt wurde. Einen weiteren Einsatz danach erhielt sie bislang noch nicht.
Am 20. Juni 2025 wurde sie für die EM-Endrunde nominiert. Sie kam bei den drei Niederlagen der Däninnen zum Einsatz, nach denen diese ausschieden.